# Бик (Ивлен)
Бик (фр. Buc) је насељено место у Француској у региону Париски регион, у департману Ивлен.
По подацима из 2011. године у општини је живело 5245 становника, а густина насељености је износила 649,94 становника/km².

## Демографија
| 1962. | 1968. | 1975. | 1982. | 1990. | 2011. |
| ----- | ----- | ----- | ----- | ----- | ----- |
| 1.965 | 2.655 | 3.908 | 4.820 | 5.434 | 5.245 |